# Guilty Conscience
"Guilty Conscience" is een single afkomstig van The Slim Shady LP, het commerciële debuut van Amerikaanse rapper Eminem. Eminem en zijn ontdekker Dr. Dre vervullen er de rollen van respectievelijk de duivel en de engel, die beiden drie mannen proberen te overtuigen van hun gelijk, vlak voordat zij een misdaad of dergelijk begaan. De single was met name in Engeland een succes, maar evenaarde het succes van "My Name Is" niet.

## Charts
| Chart                 | Hoogste positie |
| --------------------- | --------------- |
| Duitse Single Top 100 | 41              |
| Engelse Single Top 75 | 5               |
| Franse Single Top 100 | 97              |
| Nederlandse Top 40    | 21              |